# Billaea zimini
Billaea zimini là một loài ruồi trong họ Tachinidae.